# Estación Todd
Todd es una estación ferroviaria ubicada en la localidad del mismo nombre, partido de Arrecifes, Provincia de Buenos Aires, Argentina.

## Servicios
En 1992, dejan de correr los trenes de pasajeros.  Actualmente es operada por NCA con muy escaso tráfico de trenes de carga.

## Historia
La estación Todd fue fundada en 1882 junto con el ramal Victoria-Vagués-Pergamino, la misma pertenecía al Ferrocarril Mitre . Cuando éste era operado por  Ferrocarriles Argentinos pasaban más de 50 trenes de cargas y de larga distancia hacia las provincias de Santa Fe y Córdoba. La estación fue clausurada en 1992, en la actualidad presta muy pocos servicios de cargas.